# Caballos de Napoleón
Napoleón Bonaparte tuvo 129 caballos para su uso personal. La imagen de Napoleón montando un caballo blanco es un poco incierta, ya que la mayoría de sus equinos eran grises, negros o alazanes. Sus caballos preferidos eran árabes (importados desde Egipto), los bávaros (animales colosales que lo hacían ver demasiado pequeño) y los rusos. Napoleón gustaba de dar nombres clásicos o mitológicos a sus caballos como Ciro, Tauro, Tamerlán, Nerón y Verberé. También les otorgaba nombres de lugares geográficos o victorias importantes, tanto que Ciro fue rebautizado como Austerita, también tuvo un Marengo, un Freilando, un Sagra, un Montevideo y un Córdoba. Otros recibieron nombres más creativos como Róetele, Intendente y Coqueta.

## Caídas de Napoleón
Se dice que Napoleón era pésimo jinete. Su complexión (piernas cortas y torso prominente) no le favorecían en la equitación. Sus caídas fueron frecuentes y muchas están documentadas. Constante, su ayudante de cámara, dice en sus memorias que los caballos del emperador eran mansos, y entrenados para soportar toda clase de molestias. Una de sus caídas tuvo un significado muy intrigante. En la madrugada del 23 de junio de 1812, antes de iniciar la campaña de Rusia, Napoleón recorrió disfrazado de jinete polaco las orillas del Niemen, acompañado del mariscal Berthier y su caballerizo Caulaincourt. Mientras galopaba por un campo de trigo, una liebre corrió entre las patas de su caballo Friedland, que se asustó y lo tiró al suelo. Napoleón se levantó rápidamente, antes de que Caulaincourt pudiera ayudarle y montó de nuevo sin decir una palabra. Berthier dijo a Caulaincourt que esa caída era un mal augurio y que no deberían cruzar el Niemen. Aunque el emperador bromeó al principio sobre su caída, la verdad es que pasó el resto del día con mal humor y preocupación. La noticia corrió como un reguero por el cuartel general y algunos recordaron que los romanos, que creían en los augurios, jamás cruzaron el Niemen.

## De Valladolid a Burgos
Por tanto, estamos lejos de la imagen idealizada como la que le muestra sobre una fogosa montura galopando por los hielos del San Bernardo. Sin embargo, el emperador compensaba sus carencias como jinete con una energía y una resistencia que le hacían objeto de admiración incluso entre sus veteranos cazadores a caballo. Como botón de muestra, el siguiente suceso de su campaña en España: viéndose obligado a interrumpir la persecución de John Moore para dirigirse a Francia, ante la creciente amenaza de Austria, Napoleón se lanzó a una épica cabalgata desde Valladolid hasta Burgos: 120 kilómetros en tres horas y media, por caminos infestados de guerrilleros. Llegó prácticamente solo, sin volver la cabeza, dejando atrás a sus cazadores de escolta, generales y mariscales.

## Exilio en Santa Elena
Para su exilio en la isla de Santa Elena, a Napoleón solo le fue permitido llevarse un caballo con él, Vizir, mientras que a Elba se había llevado ocho. 
Napoleón gustaba de pasar largas horas cabalgando con Vizir por Longwood, pero pronto esta distracción le fue prohibida. Su cólera estalló en esta frase dirigida al cirujano inglés Arnott: «Me habéis encerrado entre cuatro paredes con un aire malsano. ¡A mí, que he recorrido a caballo toda Europa! ¡Qué lejanos parecían entonces aquellos tiempos pasados a lomos de Roitelet, Emir, Intendent o Marengo».